# 布羅德 (蘇梅州)
布羅德（烏克蘭語：Броди）是位於烏克蘭東北部的村莊，由蘇梅州科諾托普區的波皮夫卡市鎮負責管轄。該村處於小羅緬河畔，距離小薩姆比爾和大薩姆比爾1公里，海拔高度148米，2001年人口19。